# TIFF
TIFF (англ. Tagged Image File Format) — формат хранения растровых графических изображений. TIFF стал популярным форматом для хранения изображений с большой глубиной цвета. Он используется при сканировании, отправке факсов, распознавании текста, в полиграфии, широко поддерживается графическими приложениями. TIFF был выбран в качестве основного графического формата операционной системы NeXTSTEP и из неё поддержка этого формата перешла в Mac OS X.
Формат был разработан Aldus Corporation. Компания — владелец спецификаций — Aldus Corporation — впоследствии объединилась с Adobe Systems, владеющей в настоящее время авторским правом на эти спецификации.
Изначально формат поддерживал сжатие без потерь, впоследствии формат был дополнен для поддержки сжатия с потерями в формате JPEG.
Файлы формата TIFF, как правило, имеют расширение .tiff или .tif.

## Сигнатура и заголовок файла
Заголовок файла содержит сигнатуру и ссылку (смещение) на первый содержательный блок данных в файле.
Сигнатура файла (магическое число) TIFF состоит из двух частей:
- Байты 0—1 — для определения порядка байтов в файле (представлены в коде шестнадцатеричной системы счисления и в текстовом виде на основе кодировки ASCII):
  - 49 49 («„II“») — при прямом (little-endian) порядке байтов, от названия марки процессоров Intel, использующих такой порядок (см., например, Intel x86)
  - 4D 4D («MM») — при обратном (big-endian) порядке байтов, от названия марки процессоров Motorola, использовавших именно такой порядок (см., например, Motorola 680x0)
- Байты 2—3 — идентификатор формата TIFF (42 — философское число (ответ на главный вопрос жизни, вселенной и всего такого), никакой смысловой нагрузки не несёт, в последней редакции спецификации [TIFF vision 6.0 — June 3, 1992] формата — всегда имеет указанное значение):
  - 2A 00 — при прямом порядке байтов
  - 00 2A — при обратном порядке байтов

Таким образом, существуют два возможных варианта сигнатуры (в зависимости от порядка байтов в файле):
- 49 49 2A 00 — при прямом порядке байтов
- 4D 4D 00 2A — при обратном порядке байтов

Далее, байты 4—7, указано смещение в байтах от начала файла (выровнено по границе WORD (машинное слово)) на первый каталог IFD (англ. image file directory).

## Поддерживаемые форматы хранения данных
Структура формата гибкая и позволяет сохранять изображения в режиме цветов с палитрой, а также в различных цветовых пространствах:
- Бинарном (двуцветном, иногда неправильно называемом чёрно-белым)
- Полутоновом
- С индексированной палитрой
- RGB
- CMYK
- YCbCr
- CIE Lab

Поддерживаются режимы 8, 16, 32 и 64 бит на канал при целочисленном, а также 32 и 64 бит на канал при представлении значения пикселя числами с плавающей запятой.

## Сжатие
Имеется возможность сохранять изображение в файле формата TIFF со сжатием и без сжатия. Степени сжатия зависят от особенностей самого сохраняемого изображения, а также от используемого алгоритма. Формат TIFF позволяет использовать следующие алгоритмы сжатия:
- PackBits (RLE)
- Lempel-Ziv-Welch (LZW)
- LZ77
- ZIP
- JBIG
- JPEG
- CCITT Group 3, CCITT Group 4

При этом JPEG является просто инкапсуляцией формата JPEG в формат TIFF. Формат TIFF позволяет также хранить изображения, сжатые по стандарту JPEG, без потерь данных (Lossless JPEG), но сжатие JPEG-LS в спецификации «TIFF Revision 6.0» не поддерживается.
Алгоритмы CCITT Group 3 и 4 предназначены для кодирования бинарных растровых изображений. Первоначально они были разработаны для сетей факсимильной связи (поэтому иногда их называют Fax 3, Fax 4). В настоящий момент они также используются в полиграфии, системах цифровой картографии и географических информационных системах. Алгоритм Group 3 напоминает RLE, так как кодирует линейные последовательности пикселов, а Group 4 — двумерные поля пикселов.

## Метки
TIFF является теговым форматом и в нём имеются следующие виды меток:

### Основные метки
Эти метки составляют ядро формата и в обязательном порядке должны поддерживаться всеми продуктами, реализующими формат TIFF в соответствии со спецификацией.
| Код   | Hex    | Имя                       | Описание |
| ----- | ------ | ------------------------- | --- |
| 254   | 0x00FE | NewSubfileType            | Тип данных, хранящихся в этом файле. Эта метка является заменой метке SubfileType, и является очень полезной, когда в одном TIFF файле хранится несколько изображений.                                                                                                |
| 255   | 0x00FF | SubfileType               | Тип данных, хранящихся в этом файле (старый). |
| 256   | 0x0100 | ImageWidth                | Количество столбцов в изображении. |
| 257   | 0x0101 | ImageLength               | Количество строк в изображении. |
| 258   | 0x0102 | BitsPerSample             | Количество бит в компоненте. Эта метка предполагает различное число битов в каждом компоненте (хотя в большинстве случаев оно одинаковое). Например, для RGB может быть 8 для всех компонентов — красного, зелёного и голубого, или 8,8,8 для каждого из компонентов. |
| 259   | 0x0103 | Compression               | Используемый вид сжатия. |
| 262   | 0x0106 | PhotometricInterpretation | Используемая цветовая модель. |
| 263   | 0x0107 | Threshholding             | Вид преобразования серого в чёрное и белое для черно-белых изображений. |
| 264   | 0x0108 | CellWidth                 | Количество колонок в матрице преобразования из серого в чёрное и белое. |
| 265   | 0x0109 | CellHeight                | Количество строк в матрице преобразования из серого в чёрное и белое. |
| 266   | 0x010A | FillOrder                 | Логический порядок битов в байте. |
| 270   | 0x010E | ImageDescription          | Описание изображения. |
| 271   | 0x010F | Make                      | Производитель изображения. |
| 272   | 0x0110 | Model                     | Модель или серийный номер. |
| 273   | 0x0111 | StripOffsets              | Смещение для каждой полосы изображения в байтах. |
| 274   | 0x0112 | Orientation               | Ориентация изображения. |
| 277   | 0x0115 | SamplesPerPixel           | Количество компонентов на пиксель. |
| 278   | 0x0116 | RowsPerStrip              | Количество строк на полосу. |
| 279   | 0x0117 | StripByteCounts           | Количество байт на полосу после компрессии. |
| 280   | 0x0118 | MinSampleValue            | Минимальное значение, используемое компонентом. |
| 281   | 0x0119 | MaxSampleValue            | Максимальное значение, используемое компонентом. |
| 282   | 0x011A | XResolution               | Количество пикселей в ResolutionUnit строки. |
| 283   | 0x011B | YResolution               | Количество пикселей в ResolutionUnit столбца. |
| 284   | 0x011C | PlanarConfiguration       | Метод хранения компонентов каждого пикселя. |
| 288   | 0x0120 | FreeOffsets               | Смещение в байтах к строке неиспользуемых байтов. |
| 289   | 0x0121 | FreeByteCounts            | Количество байтов в строке неиспользуемых байтов. |
| 290   | 0x0122 | GrayResponseUnit          | Разрешение данных, хранящихся в GrayResponseCurve. |
| 291   | 0x0123 | GrayResponseCurve         | Величина плотности серого. |
| 296   | 0x0128 | ResolutionUnit            | Разрешение данных, хранящихся в XResolution, YResolution. |
| 305   | 0x0131 | Software                  | Имя и версия программного продукта. |
| 306   | 0x0132 | DateTime                  | Дата и время создания изображения. |
| 315   | 0x013B | HostComputer              | Компьютер и операционная система, использованные при создании изображения. |
| 316   | 0x013C | Artist                    | Имя создателя изображения. |
| 320   | 0x0140 | ColorMap                  | Цветовая таблица для изображений, использующих палитру цветов. |
| 338   | 0x0152 | ExtraSamples              | Описание дополнительных компонентов. |
| 33432 | 0x8298 | Copyright                 | Имя владельца прав на хранимое изображение. |

### Расширенные метки
Эти метки составляют ядро формата, но, в отличие от основных меток, их поддержка не обязательна.

### Специальные метки
Специальные метки изначально были определены фирмой Adobe. Они предназначены для хранения в TIFF специальных типов данных производителей программного обеспечения и должны быть зарегистрированы фирмой Adobe.